# Ivica Zubac (handbollstränare)
Ivica Zubac, född 13 oktober 1974 i Metković i Kroatien, är en kroatisk-svensk handbollstränare och före detta spelare, såväl internationellt som i svenska högsta ligan.

## Karriär
Zubac hade spelat 18 landskamper för Kroatiens landslag och varit proffs i Portugal och Spanien innan han kom till Sverige 2001. Han värvades till H43 Lund och debuterade på en sjätte plats i skytteligan 2001/2002 med 183 mål. Totalt gjorde han 346 mål på två säsonger med H43. IFK Kristianstad värvade Zubac 2004. Det var klubbens största spelarköp på många år och avsikten var att nå ligatoppen och få större publik. Förhoppningen infriades inte och Zubac erbjöds lämna klubben i förtid. Intresse fanns från andra svenska klubbar, men han valde i stället att spela i Italien och sedermera i Kroatien.
I Kroatien övergick Zubac till att bli tränare och ledde framgångsrikt såväl herrar som damer i ŽRK Rudar 2014.  2016 kom han tillbaka till Sverige, med två års kontrakt som tränare för damlaget i Kärra HF. Satsningen ledde till serievinst och LIF Lindesberg rekryterade Zubac, med ett tvåårigt kontrakt 2018, för att träna deras lag i herrallsvenskan. Sedan 2021 är han tränare för herrlaget i Kärra HF.

## Privat
Ivica Zubacs son Noa Zubac är också handbollsspelare.

## Klubbar som spelare
- RK Metković ()
- RK Split ()
- FC Porto ()
- SD Octavio ()
- H43 Lund (2001–2003)
- Bjerringbro/Silkeborg (2003–2004)
- IFK Kristianstad (2004–?)
- SC Merano
- Italgest Casarano
- RK Sisak
- RK Međimurje